# Beeldhorloge
Het beeldhorloge is een horloge dat werd ontwikkeld om mensen, die geen gevoel voor tijd hebben of niet kunnen klokkijken, te helpen zich te oriënteren in tijd. Het herinnert de drager met een zelfgekozen afbeelding, in de vorm van een pictogram of foto vergezeld van een signaal, aan een nieuwe afspraak of activiteit. 
Het beeldhorloge is bedacht door Ben Bunt, vader van een kind met verstandelijke beperking. Bunt werd voor het bedenken van het beeldhorloge benoemd tot ridder in de Orde van Oranje-Nassau.
Het hulpmiddel is voor de introductie in 2012 getest door veertig verstandelijk gehandicapten van een zorginstelling. Ook werd het beeldhorloge beproefd door kinderen met autisme, demente ouderen en psychiatrische cliënten.
Het oorspronkelijke beeldhorloge is niet meer verkrijgbaar. MyWepp biedt een waardige opvolger: de Guide. 